# Willi Oberkrome
Willi Oberkrome (* 26. Dezember 1959 in Lage/Lippe) ist ein deutscher Historiker und Hochschullehrer an der Albert-Ludwigs-Universität Freiburg.

## Leben und Wirken
Nach dem Abitur am Gymnasium Leopoldinum in Detmold studierte Oberkrome von 1979 bis 1986 Geschichte, Germanistik und Pädagogik an der Universität Bielefeld. Nach dem Ersten Staatsexamen, das er 1986 bei Jürgen Kocka ablegte, wurde Oberkrome 1992 mit einer ebenfalls von Kocka betreuten Arbeit über Sozialhistorische Reform und völkische Ideologie in der deutschen Volksgeschichtsschreibung 1918–1945 promoviert.
Von 1993 bis 1999 war Oberkrome Wissenschaftlicher Mitarbeiter und Stipendiat am Institut für westfälische Regionalgeschichte (WIR-LWL) in Münster, bevor er nach Freiburg wechselte und dort von 2000 bis 2006 als Wissenschaftlicher Mitarbeiter bei Ulrich Herbert und Franz-Josef Brüggemeier tätig war. 2002 habilitierte er sich in Freiburg mit einer bereits auftragsgemäß am LWL in Münster begonnenen Studie über Nationale Konzeption und regionale Praxis von Naturschutz, Landschaftsgestaltung und Kulturpolitik in Westfalen-Lippe und Thüringen – einem vergleichend angelegten Grundlagenwerk zur Geschichte des Naturschutzdenkens und der Naturschutzpraxis im landschafts- und kulturpolitischen Kontext der ersten sechs Jahrzehnte des 20. Jahrhunderts, das als Vorgeschichte des späteren Umweltbewusstseins und der späteren Umweltbewegung gelesen werden kann.
Oberkromes Forschungsschwerpunkte sind die Geschichte des Nationalsozialismus, der Rassen- und Ostpolitik von den 1920er bis in die 1940er Jahre, die Geschichte der Geschichtswissenschaft und die Geschichte des Heimat- und Naturschutzes im 19. und 20. Jahrhundert. Im Rahmen des von Ulrich Herbert und Rüdiger vom Bruch geleiteten Forschungsprojekts zur Geschichte der Deutschen Forschungsgemeinschaft (DFG) von 1920 bis 1970 beschäftigte sich Oberkrome mit der Bedeutung der Förderung der Landwirtschaftsforschung durch die DFG und betonte Kontinuitäten wie das Leitbild der für „Volk und Nahrungsfreiheit“ eintretenden agrarwissenschaftlichen Forschung im 20. Jahrhundert.
Seit 2002 vertrat er mehrere Lehrstühle und ist seit 2009 als außerplanmäßiger Professor an der Universität Freiburg tätig, wo er seit dem Sommersemester 2012 den Lehrstuhl von Franz-Josef Brüggemeier vertritt. Oberkrome lehrte unter anderem aufgrund der häufigen Befreiungen von Freiburger Lehrstuhlinhabern für die Forschungstätigkeit im Freiburg Institute for Advanced Studies in den letzten Jahren kontinuierlich als Akademischer Rat an der Universität Freiburg.

## Schriften (Auswahl)
- Sozialhistorische Ansätze in der Geschichtswissenschaft der 1930er und 1940er Jahre in Deutschland. (Bielefeld, Univ., Examensarb., 1986).
- Volksgeschichte. Methodische Innovation und völkische Ideologisierung in der deutschen Geschichtswissenschaft 1918–1945 (= Kritische Studien zur Geschichtswissenschaft. Bd. 101). Vandenhoeck & Ruprecht, Göttingen 1993 (Zugl.: Bielefeld, Univ., Diss. 1992 u.d.T.: „... daß Volk vor Staat geht“. Sozialhistorische Reform und völkische Ideologie in der deutschen Volksgeschichtsschreibung 1918–1945), ISBN 3-525-35764-8.
- „Deutsche Heimat“. Nationale Konzeption und regionale Praxis von Naturschutz, Landschaftsgestaltung und Kulturpolitik in Westfalen-Lippe und Thüringen 1900 bis 1960. Paderborn u. a. 2004 (Zugl.: Freiburg (Breisgau), Univ., Habil.-Schr., 2002/03), ISBN 3-506-71693-X.
- Ordnung und Autarkie. Die Geschichte der deutschen Landbauforschung, Agrarökonomie und ländlichen Sozialwissenschaft im Spiegel von Forschungsdienst und DFG (1920–1970), Franz Steiner, Stuttgart 2009, ISBN 978-3-515-09255-5.